# Всё это рок-н-ролл
«Всё э́то рок-н-ролл» (инципит «Беседы на сонных кухнях…») — песня Константина Кинчева и группы «Алиса» 1988 года, получившая наибольшую известность в коллективном исполнении группы «Бригада С» и других исполнителей, включая самого автора. Песня стала своеобразным гимном русского рока. Название и фраза из песни «Где каждый в душе Сид Вишес, / А на деле Иосиф Кобзон» неоднократно обыгрывались по самым разным поводам в российских средствах массовой информации.

## История
Песня «Всё это рок-н-ролл» была написана весной 1988 года, впервые исполнена в акустике в марте (Пермь), а в электричестве 9 апреля (Москва, ДК МЭИ) этого же года. Песня стала своеобразным гимном русской рок-музыки. Помимо сольного исполнения, представленного на альбоме «Шабаш», существует версия, записанная при участии многих рок-музыкантов: Вячеслава Бутусова, Юрия Шевчука, Владимира Шахрина, Гарика Сукачёва, Сергея Галанина, Александра Скляра, Сергея Высокосова, Джоанны Стингрей. Песня вошла и дала название одноименному альбому группы Бригада С.
По словам Константина Кинчева, песня лежала и не подходила ни под какой альбом, а в Тушине на концерте AC/DC, Metallica и Pantera к нему подошёл Гарик Сукачёв и сказал, что записывает альбом, состоящий из песен тех, кого он любит, и спросил, нет ли у него какой-нибудь композиции. Лидер «Алисы» предложил ему «Всё это рок-н-ролл». На песню был снят видеоклип. Никто из участников записи не хотел петь строчку «Ну а мы, ну а мы педерасты», и это пришлось делать единственной участнице — Джоанне Стингрей.
Песня вошла в альбомы:
- 1989 — Ст. 206 ч. 2 (группа Алиса, альбом издан в 1994 г.);
- 1991 — Шабаш (группа Алиса);
- 1992 — Всё это рок-н-ролл (группа Бригада С). Песня дала название альбому.

В 2005 году записана вторая песня гимн «Rock-n-roll» (Рок-н-ролл — это мы), вошедшая в альбом группы Алиса — Стать Севера (2007).

## Пародии
- Участники программы «ОСП-студия» сделали пародию под названием «Всё это Новый Год!»[4].
- К юбилею Евгения Петросяна в одном из выпусков передачи «Кривое зеркало» была сделана пародия под названием «Всё это Петросян», при этом участники программы частично пародировали образы отечественных рок-музыкантов[источник не указан 242 дня].